# Camion d'accompagnement
Le Camion d'accompagnement ou CA est un agrès spécifique de la brigade de sapeurs-pompiers de Paris. Sa mise en départ initiale remonte à 1985.

## Caractéristiques
Le CA est un véhicule rassemblant à la fois les qualités d'un camion citerne de transport d'émulseur et d'un dévidoir automobile. Spécialement adapté aux artères de la capitale française, ce véhicule compact se présente extérieurement comme un véhicule de transport assez banal ; à l'exception bien sûr de sa livrée rouge pompier et de ses gyrophares et sirènes deux tons.
Il emporte une citerne contenant 2 000 litres de liquide émulseur et divers matériel de soutien pour les engins d'attaque. Ce matériel prend la forme de 1 600 mètres de tuyaux d'un diamètre de 110mm, une lance-canon, et deux tenues d'approches spécifiques. Ils sont armés par deux sapeurs.
Les camions d'accompagnement disposent depuis 2007 du système Antares dont l'antenne rouge est visible sur la cabine. En 2011 la dénomination « Appui grands feux » est apparue sur ces agrès.

## Binôme FACA
Au sein de la BSPP le binôme FACA constitue un élément d'attaque composé du CA en renfort immédiat du Fourgon d'appui. Avec la disparition progressive de ces derniers dans les rangs de la brigade ils ont laissé la place au Fourgon pompe-tonne sans pour autant la disparition du binôme. Toutefois celui-ci conserve la désignation FACA et non FPTCA. On lui adjoint généralement un moyen aérien.

## Type de véhicules
Les camions d'accompagnement de la BSPP ont été réalisés sur plusieurs châssis différents.
- Iveco 109, équipé par la société Tib.
- Renault S130, équipé par la société Gruau.
- Berliet 770, équipé par la société Tib.
- Renault Midliner S140, équipé par la société Tib.
- Renault Midliner M150, équipé par la société Régnault.
- Renault Midlum 220, équipé par Régnault.

## La berce d'accompagnement
Certains centres de secours disposent de berces d'accompagnement, en lieu et place des CA. Celles-ci sont alors transportées sur les lieux d'interventions par des véhicules spécialement adaptés, type porte-berce ou porte-cellule. Ces berces se distinguent par l'emport d'une motopompe pour émulseurs en sus du matériel présent dans le CA.